# Cotychroma acaguassu
Cotychroma acaguassu è una specie di coleotteri appartenente alla famiglia Cerambycidae, unica del genere Cotychroma.